# ミャンマー地震 (2025年)
2025年ミャンマー地震（2025ねんミャンマーじしん）は、2025年3月28日、ミャンマー標準時12時50分（日本時間15時20分）に、ミャンマー中部のマンダレー近郊を震源として発生した地震である。国内を南北に通るザガイン断層のずれによって生じた地震であり、改正メルカリ震度階はIX（猛烈）に達した。ミャンマーにおいては1912年メイミョー地震以来最大の地震であり、死者についても1930年バゴー地震以来最大のものとなっている。

## 地震
同地震はミャンマー標準時12時50分（日本時間15時20分）に、マンダレー近郊、ザガイン地方域とマンダレー地方域の境界付近を震央として発生した。モーメント・マグニチュードはアメリカ地質調査所（USGS）によれば7.7、タイ気象局によれば8.2、パリ地球物理学研究所によれば7.9である。ミャンマー国内における地震としては、マグニチュード7.9であった1912年メイミョー地震以来最大のものである。
発震機構解の示すところによれば、同地震は深さ10kmで発生した横ずれ断層型であり、USGSの発表した有限断層モデルによれば、マンダレー地方域のタベイッチンからネピドーにかけて、およそ350kmの地震破壊があった。日本の国土地理院の画像解析調査によれば、断層の最大のずれ幅はネピドー北部で約6mの横ずれがあったとされる。
同地震はインドプレートとスンダプレートの境界部に位置するザガイン断層によるものであると考えられており、同地域では過去1世紀にマグニチュード7以上の地震が6回発生している。
100回以上の余震があり、そのうち最大のものは本震の12分後におこったマグニチュード6.7のものであった。

### 震度
USGSの推定によれば、同地震の改正メルカリ震度階は、震源域に近いマンダレー地方域・ザガイン地方域・バゴー地方域およびネピドー連邦領においてIX（猛烈）に達しており、これらの地域の人口は246万人に及ぶ。また、カレン州・シャン州においてはVIII（深刻）、マグウェ地方域においてはVII（非常に強い）、ヤンゴン地方域・カチン州・モン州・カヤー州・エーヤワディ地方域においてはVI（強い）に達している。
さらに、タイのバンコクおよびチェンマイ、中華人民共和国の徳宏タイ族チンポー族自治州、インドのインパールにおいてもV（中程度）の揺れが観測された。
静岡大学の石川有三客員教授が、海外の研究機関のデータなどをもとに気象庁震度階級に換算したところ、震度7に相当する地域があった他、6弱 - 6強の地域が300キロ以上にわたり広がっていたといい、同じく直下型で横ずれだった阪神・淡路大震災と比較して大きな規模だったと推測している。

## 被害

### ミャンマー
4月2日時点で、ミャンマー国内における地震による死者は2,886人を数えており、アメリカ地質調査所（USGS）は29日に1万人以上にのぼるとの推計を出している。なお、政府は地震発生後、外国人ジャーナリストの入国を認めないと宣言しており、報道が困難となっている。
ミャンマー政府は非常事態宣言を発令しており、国際支援を要請しているが、国内ではミャンマー内戦が進行中であることから、海外からの災害支援は困難を極めている。さらに、主要幹線道路が断絶するなどして被害が大きい地域に支援が届かず、一般市民が素手で救出作業を行うなど深刻なリソース不足に陥っている。
国民統一政府によると、国内各地で少なくとも2,970棟の住宅、150棟の宗教施設、30本の道路、7本の橋が破損もしくは被害を受けた。
特に被害の大きかったマンダレーでは、地区内の半数以上の建物が倒壊するなどの被害を受け、3月30日時点で1,790人以上が死亡し、日本人1人を含む1,000人以上が行方不明となっている。中心地にある高層マンション「スカイビラ」では、構成される4棟が倒壊や損壊の大きな被害を受け、数百人が行方不明となっている。日中の気温が40度近くに達する中、余震を警戒し野宿をする住民も多い。
サガインでは8割の建物が被害を受けており、道路も被害を受けているため救助活動が遅れている現場も多い。自身から2ヵ月が経過してからも。雨が少ないこともあって水が枯渇している。
ネピドーでは、連邦団結発展党のコンクリート2階建ての本部建物に亀裂が入った。
ヤンゴンでは、地震発生直後から電話回線が不通となり、午後10時過ぎまで通信が途絶えた。
震源に近いマンダレー国際空港では、地震で滑走路が損傷するなどして閉鎖された。また、ネピドー国際空港も管制塔が倒壊した影響で運用できなくなったため、中国などからの救援隊は震源から離れたヤンゴンからミャンマーに入った。
医療について、医療物資が不足しているほか、国軍によるクーデター後、職務放棄で国軍への抵抗の意思を示す「不服従運動」に参加した多くの医療従事者が弾圧を受けて海外へ逃れるなど医師不足に陥っていた。国際赤十字・赤新月社連盟は「単なる災害ではなく、かねて脆弱だった状況の上に降りかかった複雑な人道危機」だと指摘した。また、イギリスのガーディアン紙によれば、国軍が検問所の支配を利用して、民主派などが支配する地域に医薬品などの支援物資が流入するのを阻止していると報じている。

### タイ
震源から1,000km以上離れたタイの首都バンコクでも被害が生じ、都心部で建設中だった高層ビルが倒壊した。ビルの工事現場では当時約300人の労働者が働いていたが、4月2日までに15人の死亡が報告され、70人以上が行方不明となっている。このビルについて、「鉄鋼などが使用された資材に問題があった可能性がある」と政府が見解を示し、専門家の調査チームを3月30日に発足させた。
なお、バンコクでは、高層ビルの外壁や渡り廊下が損傷するなど、建物が一部損壊する被害が相次いだものの、今回の地震で建物そのものが倒壊した主要な建築物は、上記の建設中のビルのみであった。
地震後、バンコクではオフィス街で働く多くの人々が近隣の公園などに避難。各種交通機関が運休したことで帰宅困難者が多く発生したことに伴い、都内の公園を24時間開放した。一方、運河ボートは運航を継続したため、多くの人々が殺到した。
それ以外にも、バンコクでは壁に亀裂が入るなどの建物の被害が1万件以上報告され、調査した結果、34棟の高層ビルが居住に適さないと判断された。
東京科学大学名誉教授の和田章は、バンコクでは揺れ方などからみて長周期地震動によって被害が拡大したのではないかと指摘している。
この地震によるタイの経済損失は880億円以上に及ぶとタイの調査会社が試算した。

### 中華人民共和国
中華人民共和国（中国）では雲南省で強い揺れがあり、瑞麗市では847件の家屋損壊やビルからの落下物で複数人が負傷する被害があった。

## 影響

### 内戦への影響
地震発生後も内戦による攻撃が続き、地震発生から数時間後にシャン州に対して爆撃があり、7人が死亡するなどの被害があったとBBCが報じており、国際連合のトム・アンドリュースミャンマー人権特別報告者は空爆を中止するよう求めた。ミャンマー民主派による国民統一政府（NUG）は、攻撃的な軍事作戦を3月30日から2週間停止すると発表するなど、停戦を求めていたが、ミャンマー軍事政権はそれを拒否して攻撃を継続した。4月1日の夜には中国赤十字の車列に向けてミャンマー国軍が威嚇射撃したという事案が発生した。
4月1日、少数民族武装勢力（ミャンマー民族民主同盟軍・アラカン軍・タアン民族解放軍）の同盟組織である三兄弟同盟が1ヶ月の一時停戦を発表した。また、4月2日には軍事政権が、22日までの一時停戦を発表した。少数民族武装組織であるカチン独立機構（KIO）も、同3日に一時停戦を発表した。しかし、3日時点でカチン州ワインモー郡区においては軍事政権とKIOの戦闘が続いていることが報道されている。12日、NUGは地震発生後の国軍による空爆・砲撃はのべ102回に上り、111人が死亡したと発表した。また、8日にはNUGと全ビルマ学生民主戦線がザガイン地方域のインドーを制圧し、軍部はこれを停戦違反であるとして非難している。

### 経済への影響
6月12日、世界銀行はミャンマーの25/26年GDPが2.5%縮小するとの見通しを発表した。また、貧困率が2.8ポイント上昇する可能性も指摘した。
ミャンマーの被災地では水の値段が3倍に上がるなど薬や食料品を中心にインフレーションが発生している。
タイ証券取引所は地震後、すべての取引を停止した。その後31日に再開した。
日産自動車は地震により、安全が確保されるまでタイでの生産を一時停止。31日に再開した。また、トヨタ自動車は地震発生後、タイの一部工場で操業を停止、翌日から再開した。一方、本田技研工業は地震後にタイの工場で操業を一時停止したが、点検を行い当日中に再開した。村田製作所はタイの工場の設備の一部が地震でずれるなどしたが、生産への影響はなかった。

### その他の影響
タイ首相のパトンターン・シナワットは、プーケット島への公式訪問を中断し、緊急会議を実施したと発表した。
在タイ中国大使館は、中国の建設会社が施工を担当していた建設中の高層ビルが倒壊したのを受け、基準を満たしていない鉄筋が使われていた疑いがあることを受け、4月1日夜に、外国で事業を展開する中国企業に対し、現地法を順守するよう呼び掛けた。